# Heteropelma amictum
Heteropelma amictum är en stekelart som först beskrevs av Fabricius 1775.  Heteropelma amictum ingår i släktet Heteropelma och familjen brokparasitsteklar. Arten är reproducerande i Sverige. Inga underarter finns listade i Catalogue of Life.

## Bildgalleri

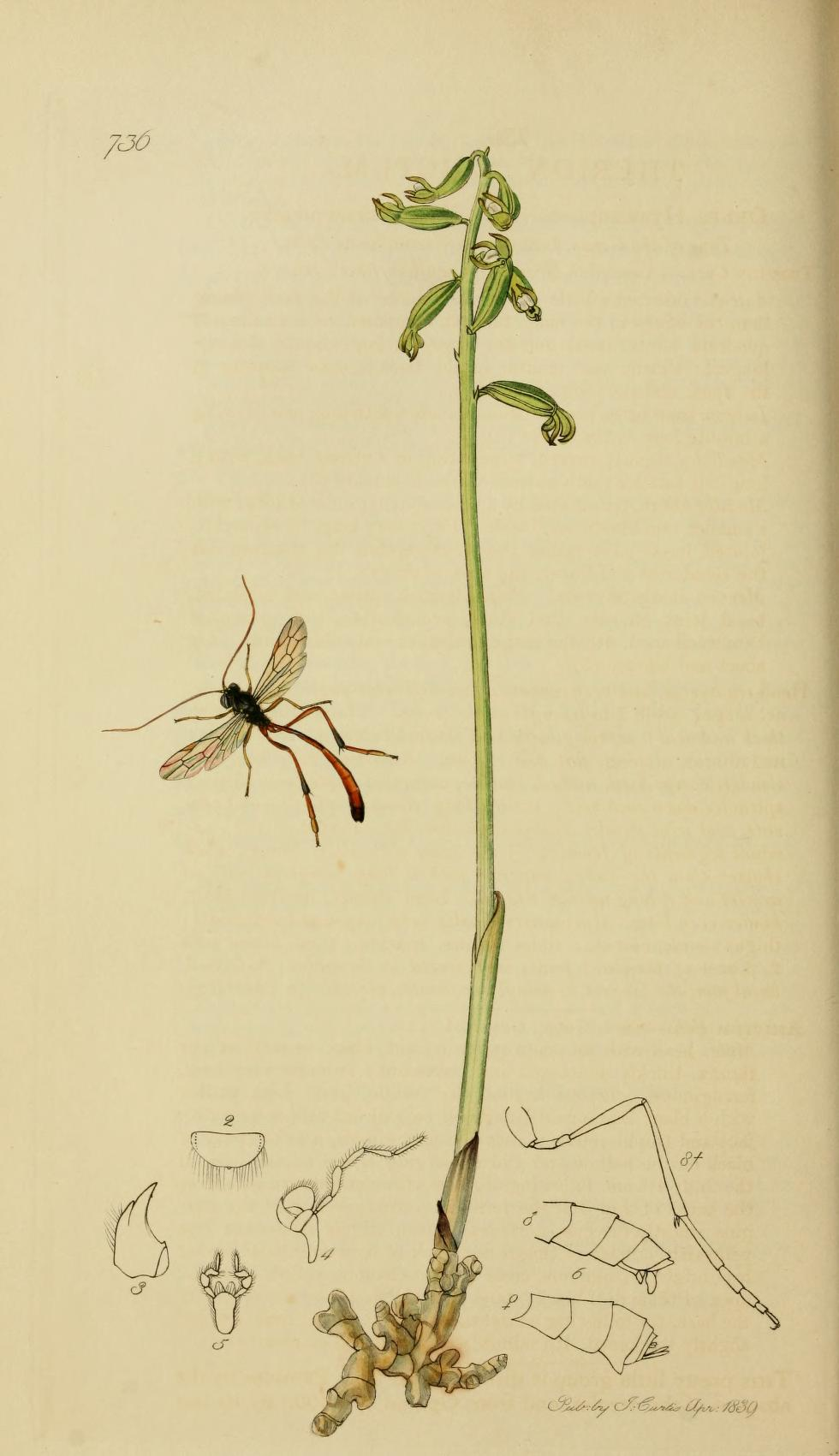